# Run to the Hills
„Run to the Hills“ е шестият сингъл на британската хевиметъл група Айрън Мейдън. Той е първи от албума „The Number of the Beast“, издаден през 1982 г.
Песента разказва за конфликта между индианците и нахлувашите „бели“. Първият куплет е написан от гледната точка на идианците от племето Крий, а вторият и третият – от позицията на завоевателите. Стив Харис може би е бил вдъхновен от филма „Soldier Blue“, разказващ за клането на мирно шайенско селище от американски войници (в песента се пее „Soldier blue in the barren wastes“, a след това се разказва и за други зверства).
Песента е издадена като сингъл на 12 февруари 1982 г. Б-страна е песента „Total Eclipse“, която първоначално е трябвало да бъде включена в албума. Групата по-късно съжалява за това решение, тъй като осъзнават, че парчето е твърде добро, за да бъде Б-страна. „Total Eclipse“ е добавена в преиздадената версия на „The Number of the Beast“ през 1998 г.
Сингълът е втори от поредицата от три обложки на Ригс, изобразяващи Сатаната. Първата е на „Purgatory“, а последната „The Number of the Beast“.
През 1985 г. „Run to the Hills“ е преиздадена като 13-и сингъл на групата, този път от концертния албум „Live After Death“. Тук обложката представя талисмана на групата Еди да свири на орган, като по този начин се прави връзка с песента „Phantom of the Opera“. Концертно изпълнение на това парче и „Losfer Words (Big 'Orra)“ са Б-страна.
В началото на 2002 г., „Run to the Hills“ отново е преиздаден. Този път е оригинален студиен запис, а Б-страната са изпълнения на живо. Сингълът е издаден за набиране на средства за Clive Burr MS Trust Fund, с които ще се помогне на бившия барабанист на групата Клиф Бър, който страда от множествена склероза. През март 2002 г., Айрън Мейдън свирят три поредни вечери в академията Брикстън в Лондон, за набиране на средства за същия фонд.
Видео към „Run to the Hills“ е пуснато в началото на 80-те, което е преправено в края на 90-те/началото на 2000 г. Първото видео представлява концертно изпълнение, преплетено с анимационни индианци от филма на Джеймс Парът „Uncovered Wagon“. В по-късната версия са премахнати кадрите от филма и са замененни с флаш анимация на Еди в „научнофантастичен див запад“, създаден от Camp Chaos.
„Run to the Hills“ е поставена на #27 в класацията на VH1 „40
велики метъл песни“.
Кавър на песента е направен в трибют албума „Numbers From The Beast“. В него участват Робин МакОли (вокал), Макъл Шенкер и Пити Флетчер (китари), Тони Франклин (бас) и Браян Тичи (барабани). Този кавър следва оригиналната структура на песента, но са променени китарните сола (Шенкер е добавил малки сола на места, където няма такива в оригиналната версия).
Кавър на песента има и в музикалната видео игра „Rock Band“, както и в играта „SSX On Tour“.

### Сингъл от 1982 г.
1. „Run to the Hills“ – 3:50 (Стив Харис)
2. „Total Eclipse“ – 4:28 (Пол Ди'Ано, Харис, Клиф Бър)

### Концертен сингъл от 1985 г.
1. „Run to the Hills“ (на живо) – 3:54 (Харис)
2. „Phantom of the Opera)“ (на живо) – 7:20 (Харис)
3. „Losfer Words (Big 'Orra)“ (на живо) – 4:14 (Харис)

### Сингъл от 2002 г.

#### Версия 1
Тази версия включва студийния запис, а б-страната е записана на живо на фестивала в Рединг на 28 август 1982 г. „Run to the Hills“ е придружена от видео, включващо анимацията на Camp Chaos.
1. „Run to the Hills“ – 3:50 (Харис)
2. „22 Acacia Avenue“ (на живо) – 6:33 (Ейдриън Смит, Харис)
3. „The Prisoner“ (на живо) – 5:55 (Смит, Харис)
4. „Run to the Hills“ (видео) (Харис)

#### Версия 2
Тази версия включва изпълнение на живо на песента, като в същото време е включено и изпълнение от лайв албума „Rock in Rio“. Б-страната на тази версия е записана в Hammersmith Odeon в Лондон на 20 март 1982 г. Концертното видео също е от „Rock in Rio“.
1. „Run to the Hills“ (на живо) – 4:59 (Харис)
2. „Children of the Damned“ (на живо) – 4:32 (Смит, Харис)
3. „Total Eclipse“ (на живо) – 3:57 (Диано, Харис, Бър)
4. „Run to the Hills“ (концертно видео)

|  | Тази страница частично или изцяло представлява превод на страницата Run to the Hills в Уикипедия на английски. Оригиналният текст, както и този превод, са защитени от Лиценза „Криейтив Комънс – Признание – Споделяне на споделеното“, а за съдържание, създадено преди юни 2009 година – от Лиценза за свободна документация на ГНУ. Прегледайте историята на редакциите на оригиналната страница, както и на преводната страница, за да видите списъка на съавторите. ВАЖНО: Този шаблон се отнася единствено до авторските права върху съдържанието на статията. Добавянето му не отменя изискването да се посочват конкретни източници на твърденията, които да бъдат благонадеждни. |